# Enrico Pio di Borbone
Enrico Pio Maria Francesco di Paola Luigi Antonio di Borbone-Castellví, II duca di Siviglia e Grande di Spagna (Tolosa, 3 ottobre 1848 – Mar Rosso, 12 luglio 1894), è stato un nobile spagnolo.

## Biografia
Enrico Pio era il figlio primogenito di Enrico di Borbone-Spagna, e di sua moglie, Elena Maria de Castellví-Shelly. Per linea paterna era nipote di Francesco di Paola di Borbone-Spagna e della principessa Luisa Carlotta di Borbone-Due Sicilie; per linea materna era nipote di Antonio de Padova de Castellví-Fernández de Córdoba, XII conte di Villanueva, X conte di Castellá e VIII conte di Carlet, e di Margarita Shelly MacCarthy, sorella di Edmundo Shelly e MacCarthy, colonnello di fanteria e segretario del re Ferdinando VII. La famiglia di Elena proveniva da Valencia e dall'Irlanda.
Il matrimonio dei suoi genitori, celebrato a Roma nel 1847, non ebbe il consenso della regina Isabella II, e i suoi genitori furono esiliati in Francia. Enrico trascorse l'infanzia tra Spagna e Francia. 
Il 12 marzo 1870, suo padre sfidò a duello Antoine, duca di Montpensier. Il duello si concluse con la morte di suo padre. Enrico rifiutò di accettare le 30.000 pesetas che il duca di Montepensier si offrì di pagare come risarcimento. Lui e i suoi fratelli sono stati adottati dallo zio, Francesco. Come i suoi fratelli, mostrò buone capacità militari. Fece parte dell'esercito carlista durante la guerra civile del 1872-1876, ma dopo la restaurazione della monarchia nella figura del cugino Alfonso XII si unirono ai ranghi alfonsini.
Nel 1882, durante il periodo noto come Restaurazione, Enrico Pio ereditò il titolo paterno e divenne Duca di Siviglia.

## Matrimonio
Nel 1870 a Pau, sposò Josefina Parade-Sibié (12 aprile 1840-20 ottobre 1939) figlia di Jean Parade. Ebbero tre figlie:
- Maria Luisa Enrichetta Giuseppina di Borbone-Parade (4 aprile 1868-1945), III duchessa di Siviglia e Grande di Spagna, sposò Juan Monclaus-Cabanellas, non ebbero figli;
- Marta Maria Isabella Alfonsa Enrichetta Giuseppina Elena Luisa di Borbone-Parade (3 maggio 1880-19 marzo 1928);
- Enrichetta Isabella Giuseppina Alfonsa Marta Maria Elena Luisa Carlotta di Borbone-Parade (28 giugno 1888–28 ottobre 1967), IV duchessa di Siviglia e Grande di Spagna, sposò Francesco di Paola di Borbone, ebbero tre figli.

## Morte
Il duca di Siviglia, amico di Alfonso XII, non mantenne sempre buoni rapporti con la vedova, Maria Cristina d'Asburgo-Teschen, per essersi opposta alla sua nomina a reggente di Spagna. Per il suo atteggiamento fu imprigionato e privato del suo grado, ma riuscì a fuggire a Marsiglia, e da lì si rifiutò di tornare a Madrid.
Anni dopo fu riabilitato e poté tornare in Spagna, ma scomodo a causa della sua posizione a corte, fu inviato con l'incarico di tenente colonnello nelle Filippine (allora ancora colonia spagnola) come governatore della provincia di Tayabas. La morte lo sorprese a bordo del piroscafo Montevideo mentre attraversava il Mar Rosso nel 1894, a causa di una malattia contratta nelle colonie, mentre tornava in Spagna.

## Ascendenza
|                                                |                                  |                                                              | Genitori                                                      |  |  | Nonni |  |  | Bisnonni              |  |  | Trisnonni               |  |
|                                                |                                  |                                                              |                                                               |  |  |       |  |  | 8. Carlo IV di Spagna |  |  | 16. Carlo III di Spagna |  |
|                                                |                                  |                                                              |                                                               |  |  |       |  |  | 8. Carlo IV di Spagna |  |  | 16. Carlo III di Spagna |  |
|                                                |                                  | 17. Maria Amalia di Sassonia                                 |                                                               |  |  |       |  |  | 8. Carlo IV di Spagna |  |  |                         |  |
| 4. Francesco di Paola di Borbone-Spagna        |                                  |                                                              |                                                               |  |  |       |  |  | 8. Carlo IV di Spagna |  |  |                         |  |
|                                                |                                  | 9. Maria Luisa di Borbone-Parma                              | 18. Filippo I di Parma                                        |  |  |       |  |  |                       |  |  |                         |  |
|                                                |                                  | 9. Maria Luisa di Borbone-Parma                              | 18. Filippo I di Parma                                        |  |  |       |  |  |                       |  |  |                         |  |
|                                                |                                  | 9. Maria Luisa di Borbone-Parma                              | 19. Luisa Elisabetta di Borbone-Francia                       |  |  |       |  |  |                       |  |  |                         |  |
| 2. Enrico di Borbone-Spagna                    |                                  | 9. Maria Luisa di Borbone-Parma                              |                                                               |  |  |       |  |  |                       |  |  |                         |  |
|                                                |                                  | 10. Francesco I delle Due Sicilie                            | 20. Ferdinando I delle Due Sicilie                            |  |  |       |  |  |                       |  |  |                         |  |
|                                                |                                  | 10. Francesco I delle Due Sicilie                            | 20. Ferdinando I delle Due Sicilie                            |  |  |       |  |  |                       |  |  |                         |  |
|                                                |                                  | 10. Francesco I delle Due Sicilie                            | 21. Maria Carolina d'Asburgo-Lorena                           |  |  |       |  |  |                       |  |  |                         |  |
| 5. Luisa Carlotta di Borbone-Due Sicilie       |                                  | 10. Francesco I delle Due Sicilie                            |                                                               |  |  |       |  |  |                       |  |  |                         |  |
|                                                |                                  | 11. Maria Isabella di Borbone-Spagna                         | 22. Carlo IV di Spagna (= 8)                                  |  |  |       |  |  |                       |  |  |                         |  |
|                                                |                                  | 11. Maria Isabella di Borbone-Spagna                         | 22. Carlo IV di Spagna (= 8)                                  |  |  |       |  |  |                       |  |  |                         |  |
|                                                |                                  | 11. Maria Isabella di Borbone-Spagna                         | 23. Maria Luisa di Borbone-Parma (= 9)                        |  |  |       |  |  |                       |  |  |                         |  |
| 1. Enrico Pio di Borbone                       |                                  | 11. Maria Isabella di Borbone-Spagna                         |                                                               |  |  |       |  |  |                       |  |  |                         |  |
|                                                | 12. Antonio de Castellví y Durán | 24. Vicente María de Castellví y Monsoríu                    |                                                               |  |  |       |  |  |                       |  |  |                         |  |
|                                                | 12. Antonio de Castellví y Durán | 24. Vicente María de Castellví y Monsoríu                    |                                                               |  |  |       |  |  |                       |  |  |                         |  |
|                                                | 12. Antonio de Castellví y Durán | 25. Antonia Durán y Rubio de Salinas                         |                                                               |  |  |       |  |  |                       |  |  |                         |  |
| 6. Antonio de Castellví y Fernández de Córdoba | 12. Antonio de Castellví y Durán |                                                              |                                                               |  |  |       |  |  |                       |  |  |                         |  |
|                                                |                                  | 13. María Francisca Fernández de Córdoba y Ferrer de Próxita | 26. Vicente Gabino Jerónimo Fernández de Córdoba y Valderrama |  |  |       |  |  |                       |  |  |                         |  |
|                                                |                                  | 13. María Francisca Fernández de Córdoba y Ferrer de Próxita | 26. Vicente Gabino Jerónimo Fernández de Córdoba y Valderrama |  |  |       |  |  |                       |  |  |                         |  |
|                                                |                                  | 13. María Francisca Fernández de Córdoba y Ferrer de Próxita | 27. María Teresa Ferrer de Próxita y Pinós                    |  |  |       |  |  |                       |  |  |                         |  |
| 3. Elena Maria de Castellví y Shelly           |                                  | 13. María Francisca Fernández de Córdoba y Ferrer de Próxita |                                                               |  |  |       |  |  |                       |  |  |                         |  |
|                                                |                                  | 14. Cornelius Shelly                                         | 28. Thomas Shelly                                             |  |  |       |  |  |                       |  |  |                         |  |
|                                                |                                  | 14. Cornelius Shelly                                         | 28. Thomas Shelly                                             |  |  |       |  |  |                       |  |  |                         |  |
|                                                |                                  | 14. Cornelius Shelly                                         | 29. Jane O'Ryan                                               |  |  |       |  |  |                       |  |  |                         |  |
| 7. Margarita Shelly y McCarthy                 |                                  | 14. Cornelius Shelly                                         |                                                               |  |  |       |  |  |                       |  |  |                         |  |
|                                                |                                  | 15. Mary McCarthy                                            | 30. Felix McCarthy                                            |  |  |       |  |  |                       |  |  |                         |  |
|                                                |                                  | 15. Mary McCarthy                                            | 30. Felix McCarthy                                            |  |  |       |  |  |                       |  |  |                         |  |
|                                                |                                  | 15. Mary McCarthy                                            | 31. Mary O'Herm                                               |  |  |       |  |  |                       |  |  |                         |  |
|                                                |                                  | 15. Mary McCarthy                                            |                                                               |  |  |       |  |  |                       |  |  |                         |  |